# Campiglossa jamesi
Campiglossa jamesi
 es una especie de insecto díptero del  género Campiglossa, familia Tephritidae. Gottfried Novak la describió científicamente por primera vez en el año 1974.
Se encuentra en el oeste de Norteamérica, en elevaciones bajas. Se la ha encontrado en plantas de Grindelia nana.